# Rej
Pour les articles homonymes, voir Rej (homonymie).
Rej (en russe : Реж) est une ville de l'oblast de Sverdlovsk, en Russie. Sa population s'élevait à 37 706 habitants en 2015.

## Géographie
Rej est située sur la rive droite de la rivière Rej, affluent de la Nitsa, dans le bassin de l'Ob, à 78 km au nord-est de Iekaterinbourg et à 1 464 km à l'est de Moscou.

## Histoire
Rej est fondée en 1773 près d'une usine métallurgique. Elle accède au statut de commune urbaine en 1933, puis à celui de ville en 1943.

## Population
Recensements (*) ou estimations de la population
| 1926* | 1939* | 1959*  | 1970*  | 1979*  | 1989*  |
| ----- | ----- | ------ | ------ | ------ | ------ |
| 5 083 | 9 726 | 21 298 | 29 895 | 37 905 | 43 429 |

| 2002*  | 2010*  | 2012   | 2013   | 2014   | 2015   |
| ------ | ------ | ------ | ------ | ------ | ------ |
| 39 881 | 38 215 | 37 949 | 37 662 | 37 643 | 37 706 |